# Eunoumeana patularia
Eunoumeana patularia là một loài bướm đêm trong họ Geometridae.